# 交通

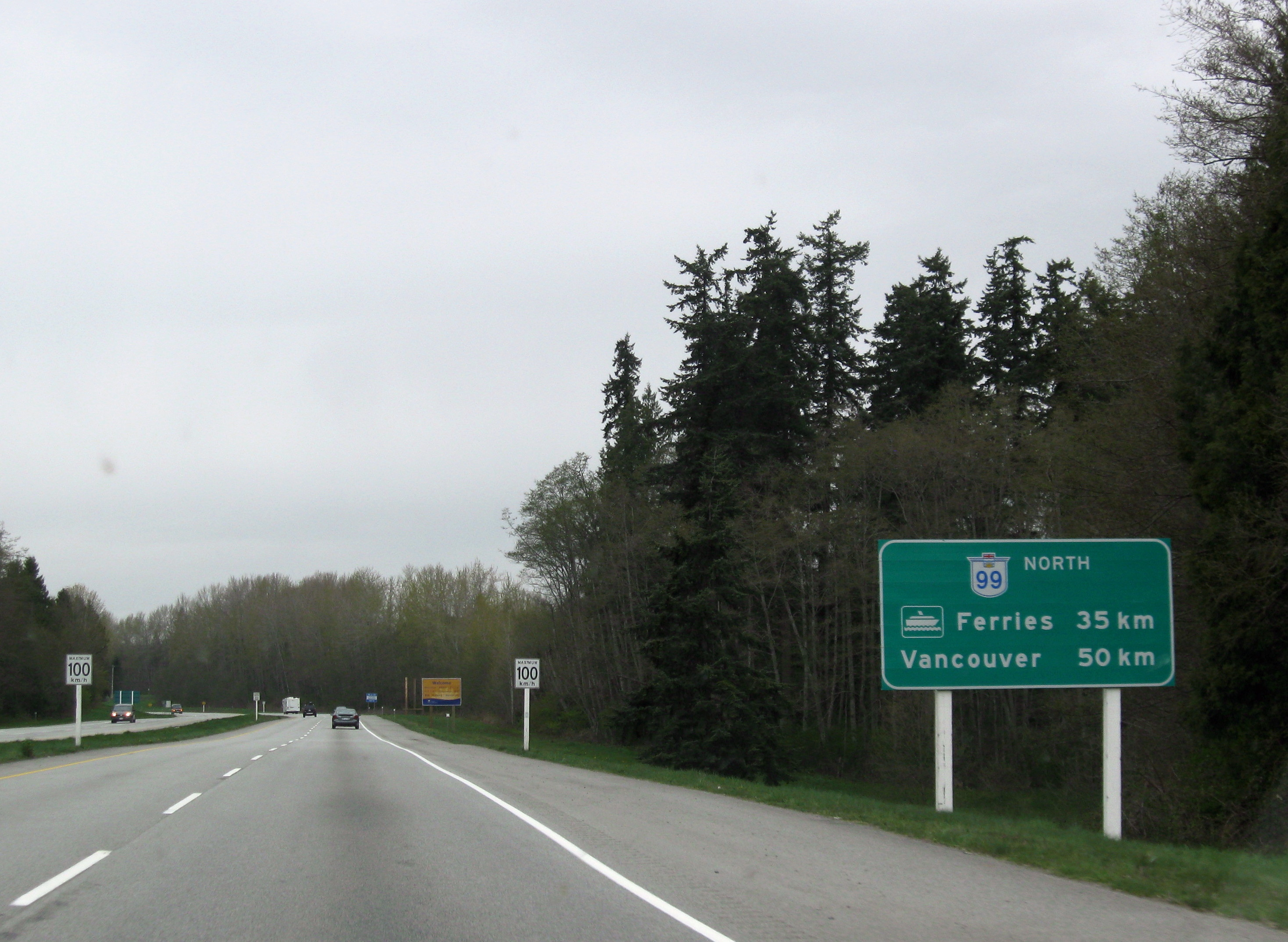
加拿大卑詩省99號公路

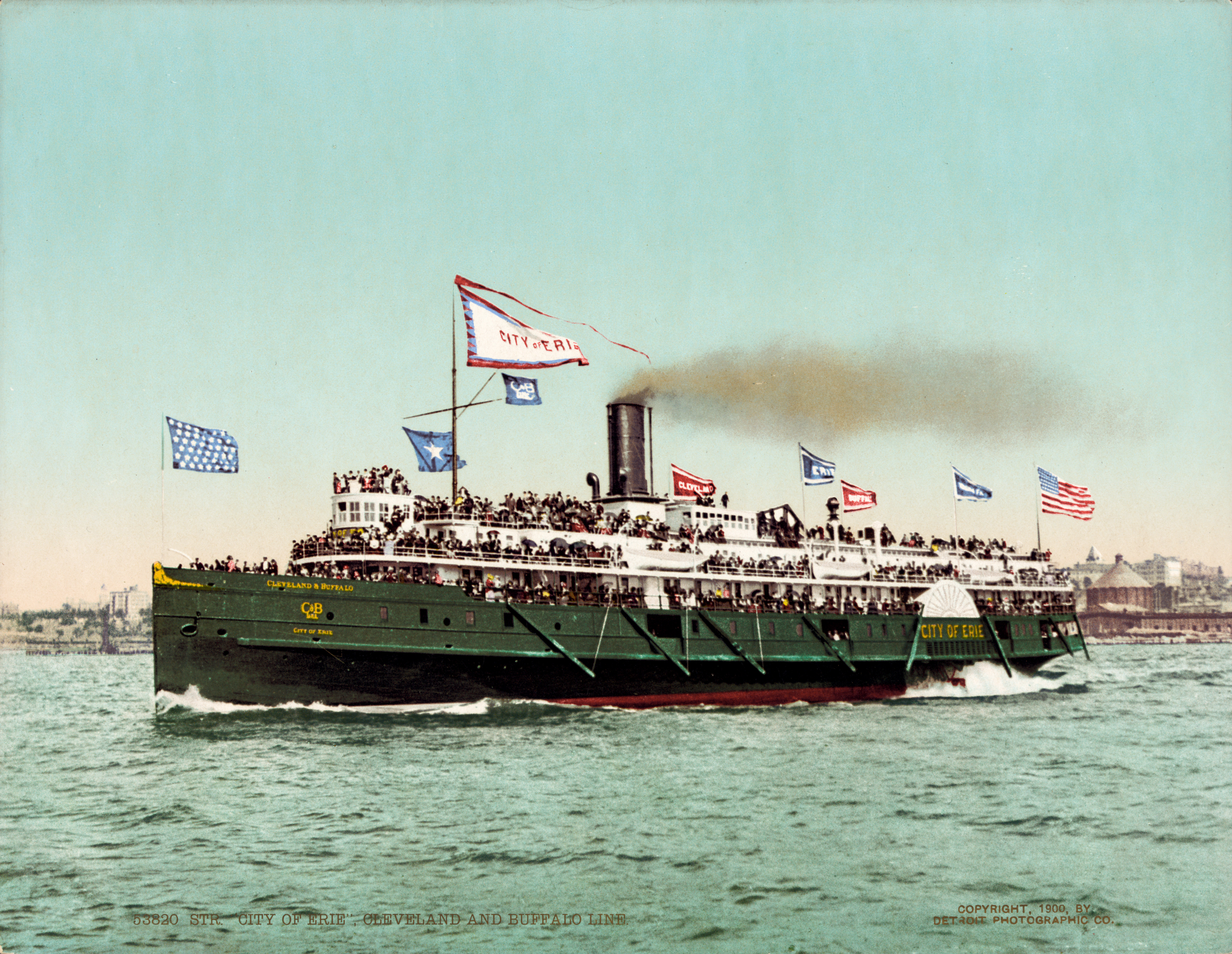
1902年的舶船

圓環交通法則

交通（英語：traffic）是人员和物品在不同地点之间交流运输的过程及實體的物理現象，涉及運輸工具（如火車、汽車、摩托車、船、飛機等，常被誤稱為「交通工具」）以及相应基础设施（如道路、鐵路、桥梁）的使用。廣義的涵義也包含郵遞、電信等任何人際資訊互動方面的交流。現代中文中使用「交通」一詞作為人際之間的溝通交流的涵義已不普遍，此種用法主要限於華人基督徒之間。
交通的运作通常受到交通规则（traffic laws）的约束，以确保交通的安全和有序。组织良好的交通通常具有明确的优先级、车道、让行权和交叉路口的交通管制。
随着城市化和人口增长，交通拥堵、道路安全及环境污染等问题日益突出。另一方面，共享出行、新能源交通、自动驾驶等技术的发展在提升交通效率的同时，也为交通安全带来的新挑战。

## 意义
交通是商品交换的先决条件。随着交通的改善，人类的物质生产逐步从自给自足的方式，过渡到分工交换的方式。物质产品的分工交换，是现代工业社会的基础之一。

## 種類
交通大致可以分為陸運、海運和空運。

### 陸運
陸運是指以行走在地上交通工具的運輸，如汽車、火車等。由於陸運成本較低，所以大部份地區的主要短距離運輸均為陸運。

### 海運
海運是指以行走在海上的交通工具的運輸，如船、雙體船等。由於可作遠洋航行，而且成本較空運低，海運通常用作運送貨物至另一個國家。

### 空運
空運是指以在空中的交通工具的運輸，如飛機、直升機等。由於速度較快，所以通常用作洲際航行。